# Leadfield

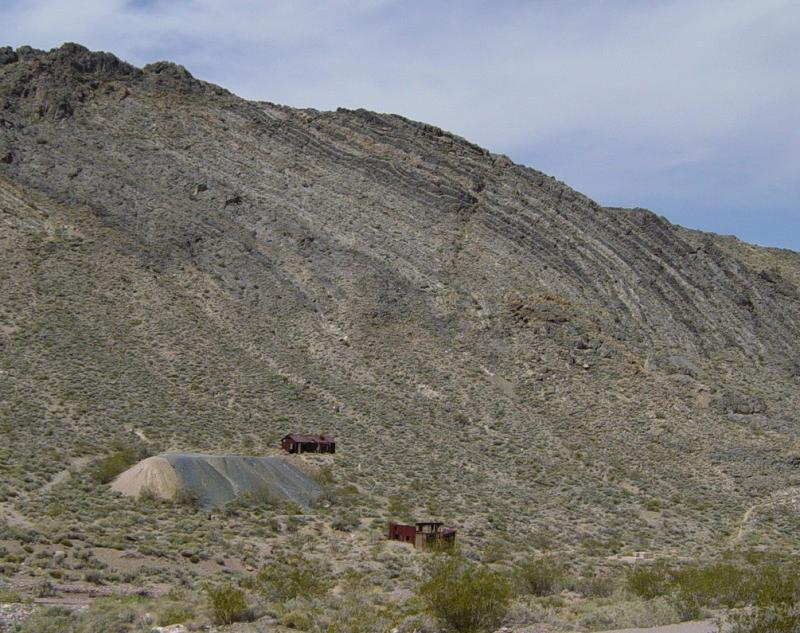
Leadfield w 2003 roku

Leadfield – opuszczone miasto w hrabstwie Inyo, stanie Kalifornia na terenie Parku Narodowego Dolina Śmierci. Było miastem o bardzo krótkim życiu. Powstało na początku XX wieku w związku odkryciem złota. W 1926 roku osiągnięto maksymalną liczbę mieszkańców, która wynosiła 300 osób. W sierpniu tego samego roku otwarto urząd pocztowy, który zamknięto w lutym 1927 roku. Leadfield w tym samym roku wymarło. Do miasta można dojechać poprzez Titus Canyon Road.